# Mont Kamui (Okushiri)
Pour les articles homonymes, voir Mont Kamui (lac Mashū), Mont Kamui (Niikappu-Kasai) et Mont Kamui (Urakawa-Hiroo).
Le mont Kamui (神威山, Kamui-san) culminant à 584 m d'altitude est le plus haut sommet de l'île Okushiri à Okushiri en Hokkaidō au Japon.